# Mohamed Zbir
Mohamed Zbir (arab. ‏محمد زبير‎; ur. 1 listopada 1965) – marokański bokser, dwukrotny olimpijczyk.

## Kariera amatorska
W 1992 r. wygrał turniej kwalifikacyjny dla Afryki na igrzyska olimpijskie w Barcelonie. Marokańczyk zwyciężył w finale do 48 kg. Na igrzyskach olimpijskich w 1992 odpadł już w swojej pierwszej walce, przegrywając z Janem Quastem. Start na igrzyskach olimpijskich w 1996 (Atlanta) również zakończył na pierwszej walce, przegrywając z Boniface Mukuką.